# 이우민 (배우)
이우민(본명 : 이준석, 1986년 10월 15일 ~ )은 대한민국의 탤런트이다.
2006년 연극배우 첫 데뷔한 그는 계원예술고등학교 연극영화과를 졸업, 동국대학교 연극학과에 진학했다. 그 후 동국대 학사 학위하고 동국대학교 영상대학원 공연예술학을 수료했다. 2014년 KBS 드라마《감격시대》에서 모일화의 오른팔이자 가야의 밀수 짝패였던 "원평" 역으로 데뷔했다.

## 출연 작품

### 드라마
- KBS2 드라마 《감격시대》(2014) : 원평 역 (모일화의 오른팔)
- KBS2 드라마 《드라마스페셜 - 세여자 가출소동》(2014) : 종호 역
- MBC 드라마 《야경꾼 일지》(2014) : 억귀 역
- SBS 드라마 《날아라 개천용》(2020) : 엄승택 역